# 예프레모프

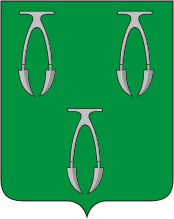
시 문장

예프레모프(러시아어: Ефре́мов)는 러시아 툴라주 남부에 위치한 도시로, 인구는 47,256명(2002년 기준)이다. 크라시바야메차 강과 접하며 툴라(툴라 주의 주도)에서 남쪽으로 149km 정도 떨어진 곳에 위치한다.
1637년 러시아 제국이 남쪽 국경을 방어하기 위한 요새를 건설하면서 신설되었고 1777년 시로 승격되었다.